# Frank Kriz
Frank Josef Kriz (Manhattan (New York), 26 maart 1894 - Manhattan (New York), 11 januari 1955) was een Amerikaans turner. 
Kriz nam driemaal deel aan de Olympische Zomerspelen en won in 1924 de gouden medaille op sprong.

## Resultaten

### Olympische Zomerspelen
| Jaar | Plaats    | Resultaten |
| ---- | --------- | --- |
| 1920 | Antwerpen | 10e in de meerkamp |
| 1924 | Parijs    | op sprong 19e in de meerkamp 5e in de landenwedstrijd 18e aan de rekstok 6e bij het touwklimmen 8e bij de zijwaartse sprong |
| 1928 | Amsterdam | 7e in de landenwedstrijd 12e op sprong                                                                                      |

1896: Carl Schuhmann ·
1904: Anton Heida, George Eyser ·
1924: Frank Kriz ·
1928: Eugen Mack ·
1932: Savino Guglielmetti ·
1936: Alfred Schwarzmann ·
1948: Paavo Aaltonen ·
1952: Viktor Tsjoekarin ·
1956: Helmut Bantz, Valentin Moeratov ·
1960: Takashi Ono, Boris Sjachlin ·
1964: Haruhiro Yamashita ·
1968: Mikhail Voronin ·
1972: Klaus Köste ·
1976: Nikolaj Andrianov ·
1980: Nikolaj Andrianov ·
1984: Lou Yun ·
1988: Lou Yun ·
1992: Vitali Tsjerbo ·
1996: Aleksej Nemov ·
2000: Gervasio Deferr ·
2004: Gervasio Deferr ·
2008: Leszek Blanik ·
2012: Yang Hak-seon ·
2016: Ri Se-gwang ·
2020: Shin Jea-hwan ·
2024: Carlos Yulo